# Zaman
Zaman (tradotto letteralmente: "tempo" o "era") era il più diffuso quotidiano della Turchia prima del commissariamento del 4 marzo 2016.

## Caratteristiche
La testata trattava di cronaca e politica turche e internazionali, economia ed altro. Ospitava i contributi su base regolare di vari intellettuali ed anche una sezione culturale.

## Storia
Zaman fu fondato nel 1986 e nel 1995 fu il primo quotidiano turco ad essere anche pubblicato on-line.
Il 4 marzo 2016, in quello che alcuni media e gruppi di attivisti hanno considerato un ennesimo attacco alla libertà di stampa in Turchia, il quotidiano è stato commissariato dal governo. Il provvedimento è stato giustificato con il legame del giornale al movimento Hizmet, che il governo stesso accusava di essere in procinto di costruire uno stato parallelo.
La testata è stata chiusa a seguito dell'adozione del decreto n.668, pubblicato sulla Gazzetta Ufficiale della Repubblica Turca il 27 luglio 2016 e con effetto a partire dal 29 luglio dello stesso anno.

## Collocazione politica
Zaman era notoriamente legato al movimento Hizmet fondato dal predicatore islamico Fethullah Gülen, ma la proprietà della testata non era detenuta dal movimento. Politicamente era di tendenza conservatrice.  Per quanto il quotidiano dichiarasse di sostenere la democrazia e il secolarismo esso veniva generalmente considerato islamista legato al movimento Gülen da molte fonti.